# Coupe du Kosovo de basket-ball
La Coupe du Kosovo de basket-ball (en albanais : Kupa e Kosovës) est une compétition de basket-ball kosovare organisée annuellement depuis 1991. Elle est organisée par la Fédération du Kosovo. 

## Format
La compétition réunit des équipes du championnat du Kosovo de première division et de la deuxième division. Toutes ces équipes sont réparties en quatre groupes. Les premiers de chaque groupe s'affrontent lors du Final Four, qui désignera le vainqueur de la Coupe du Kosovo.

## Palmarès
| Saison    | Lieu                                                            | Vainqueur                                                       | Score                                                           | Finaliste                                                       |
| --------- | --------------------------------------------------------------- | --------------------------------------------------------------- | --------------------------------------------------------------- | --------------------------------------------------------------- |
| 1991–1992 | -                                                               | Vëllaznimi                                                      | :                                                               | ?                                                               |
| 1992–1993 | -                                                               | Trepça                                                          | :                                                               | ?                                                               |
| 1993–1994 | -                                                               | Peja                                                            | 70:47                                                           | Besa Podujevë                                                   |
| 1994–1995 | -                                                               | Peja                                                            | 71:67                                                           | Sharri                                                          |
| 1995–1996 | -                                                               | Vëllaznimi                                                      | :                                                               | ?                                                               |
| 1996–1997 | -                                                               | Peja                                                            | 71:63                                                           | Bashkimi                                                        |
| 1997–1998 | La compétition est interrompue en raison de la guerre du Kosovo | La compétition est interrompue en raison de la guerre du Kosovo | La compétition est interrompue en raison de la guerre du Kosovo | La compétition est interrompue en raison de la guerre du Kosovo |
| 1998–1999 | La compétition n'a pas lieu en raison de la guerre du Kosovo    | La compétition n'a pas lieu en raison de la guerre du Kosovo    | La compétition n'a pas lieu en raison de la guerre du Kosovo    | La compétition n'a pas lieu en raison de la guerre du Kosovo    |
| 1999–2000 | -                                                               | Trepça                                                          | :                                                               | ?                                                               |
| 2000–2001 | Prizren                                                         | Bashkimi                                                        | 93:83                                                           | Peja                                                            |
| 2001–2002 | Kosovska Mitrovica                                              | KB Pristina                                                     | 73:68                                                           | Bashkimi                                                        |
| 2002–2003 | Pristina                                                        | KB Pristina                                                     | 90:72                                                           | QMI Bashkimi                                                    |
| 2003–2004 | Pristina                                                        | Trepça                                                          | 103:74                                                          | KB Universiteti                                                 |
| 2004–2005 | Pristina                                                        | KB Pristina                                                     | 92:71                                                           | Trepça                                                          |
| 2005–2006 | Peja                                                            | KB Pristina                                                     | 84:71                                                           | Peja                                                            |
| 2006–2007 | Suva Reka                                                       | KB Pristina                                                     | 91:77                                                           | AS Prishtina                                                    |
| 2007–2008 | -                                                               | KB Pristina                                                     | 95:77                                                           | Peja                                                            |
| 2008–2009 | -                                                               | KB Pristina                                                     | 96:86                                                           | Peja                                                            |
| 2009–2010 | Kosovska Mitrovica                                              | KB Pristina                                                     | 70:59                                                           | Trepça                                                          |
| 2010–2011 | Pristina                                                        | Peja                                                            | 98:84                                                           | KB Pristina                                                     |
| 2011–12   | Peja                                                            | Trepça                                                          | 86:71                                                           | Bashkimi                                                        |
| 2012–2013 | Prizren                                                         | KB Pristina                                                     | 55:54                                                           | Peja                                                            |
| 2013–2014 | Gjakova                                                         | KB Pristina                                                     | 92:65                                                           | Bashkimi                                                        |
| 2014–2015 | Suva Reka                                                       | Peja                                                            | 70:66                                                           | KB Pristina                                                     |
| 2015–2016 | Pristina                                                        | KB Pristina                                                     | 81:78                                                           | Peja                                                            |
| 2016–2017 | Kosovska Mitrovica                                              | KB Pristina                                                     | 77:66                                                           | Peja                                                            |
| 2017–2018 | Suva Reka                                                       | Bashkimi                                                        | 74:77                                                           | KB Pristina                                                     |
| 2018–2019 | Rahovec                                                         | KB Pristina                                                     | 96:60                                                           | Rahoveci                                                        |
| 2019–2020 | Rahovec                                                         | Peja                                                            | 79:64                                                           | Ylli                                                            |
| 2020–2021 | Suva Reka                                                       | KB Pristina                                                     | 82:76                                                           | Ylli                                                            |
| 2021–2022 | Peja                                                            | Trepça                                                          | 76:62                                                           | Bashkimi                                                        |
| 2022–2023 | Rahovec                                                         | Trepça                                                          | 74:66                                                           | KB Pristina                                                     |
| 2023–2024 | Gjakova                                                         | Trepça                                                          | 71:69                                                           | KB Pristina                                                     |
| 2024–2025 | Pristina                                                        | Trepça                                                          | 85:79                                                           | Bashkimi                                                        |

## Bilan par club
| Club       | Titres | Années                                                                                   |
| ---------- | ------ | ---------------------------------------------------------------------------------------- |
| Pristina   | 15     | 2002, 2003, 2005, 2006, 2007, 2008, 2009, 2010, 2013, 2014, 2016, 2017, 2018, 2019, 2021 |
| Trepça     | 8      | 1993, 2000, 2004, 2012, 2022, 2023, 2024, 2025                                           |
| Peja       | 6      | 1994, 1995, 1997, 2011, 2015, 2020                                                       |
| Vëllaznimi | 2      | 1992, 1996                                                                               |
| Bashkimi   | 1      | 2001                                                                                     |